# Alpheus randalli
Alpheus randalli là một loài tôm gõ mõ thuộc chi Alpheus. Loài tôm này sinh sống ở quần đảo Marquesas và một số khu vực của Ấn Độ Dương, bao gồm Seychelles, hội sinh với cá bống trong chi Amblyeleotris. Loài tôm này trong suốt hay màu trắng với các đốm đỏ.

## Hình ảnh

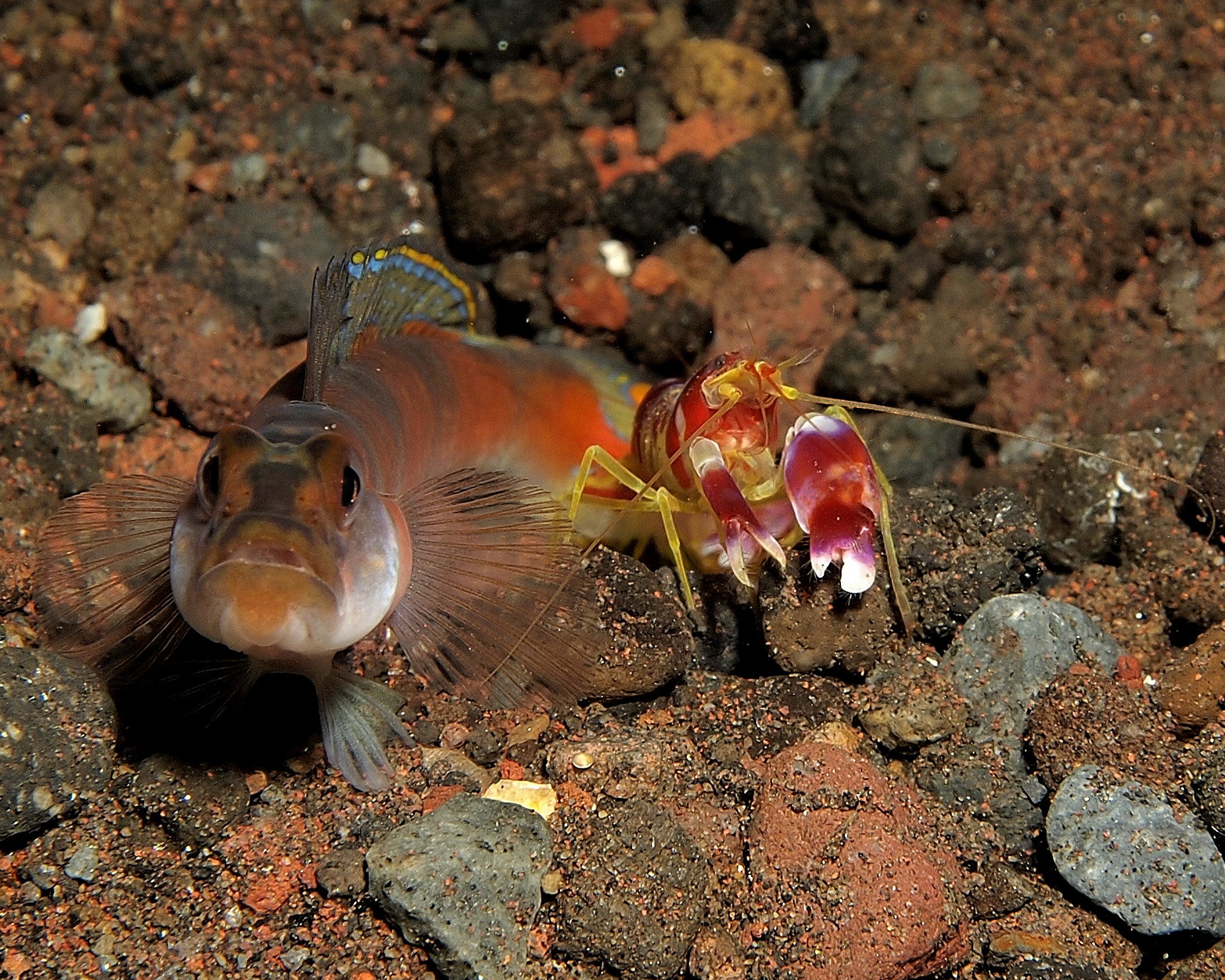
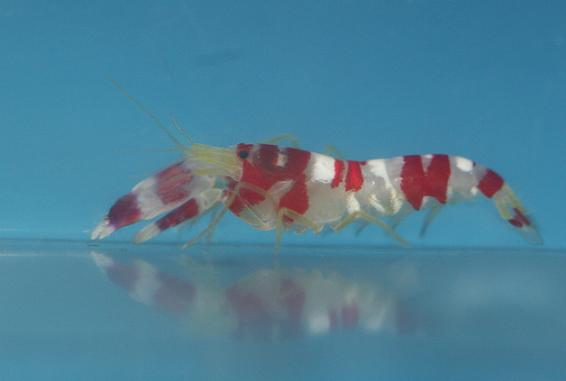